# Mathilde Wesendonck
Pour les articles homonymes, voir Wesendonck.
Agnes Mathilde Wesendonck, née Luckemeyer le 23 décembre 1828 à Elberfeld (Province de Rhénanie) et morte le 31 août 1902 dans la villa Traunblick à Altmünster (Autriche-Hongrie) au bord du Traunsee, fut une amie de Richard Wagner (de 1852 à 1863), connue pour avoir été l'inspiratrice de son opéra Tristan und Isolde. Elle est également l'auteur des cinq poèmes mis en musique par Wagner, appelés pour cette raison Wesendonck-Lieder.

## Œuvres (sélection)
- (de) Wesendonk Lieder : I. — Der Engel (L'Ange) ; II. Stehe still (Suspends ton vol !) — III. Im Treibhaus (Dans la serre) ; — ; IV. — Schmerzen (Douleurs) ; V. — Träume (Songes).
- (de) Naturmythen, 1865
- (de) Genoveva, 1866
- (de) Gudrun, Schauspiel in 5 Akten, 1868 ; texte en ligne
- (de) Deutsches Kinderbuch in Wort und Bild, 1869
- (de) Friedrich der Große, dramatische Bilder, 1871
- (de) Edith oder die Schlacht bei Hastings, 1872
- (de) Gedichte, Volksweisen, Legenden und Sagen, 1874
- (de) Alte und neue Kinderlieder, 1890

## Correspondance
- Richard Wagner à Mathilde Wesendonk : journal et lettres, 1853-1871, traduction par Georges Khnopff, Alexandre Duncker, éditeur, 1905 ; texte sur wikisource

## Source
À sa création (2 mars 2011), cet article est partiellement issu de l’article allemand intitulé également Mathilde Wesendonck.